# Miesterhorst
Miesterhorst è una frazione (Ortsteil) del comune tedesco di Gardelegen, situato nel circondario di Altmark Salzwedel, nel land della Sassonia-Anhalt.
Fino al 31 dicembre 2010 era un comune autonomo.
La prima menzione ufficiale risale al 1367, dal 1871 è collegata alla linea ferroviaria Berlino-Lehrte.